# Vallières (Haute-Savoie)
Vallières ist eine Ortschaft und eine ehemalige französische Gemeinde
mit zuletzt 1.807 Einwohnern (Stand 2016) im Département Haute-Savoie in der Region Auvergne-Rhône-Alpes.
Mit Wirkung vom 1. Januar 2019 wurden die früheren Gemeinden Vallières und Val-de-Fier zur Commune nouvelle Vallières-sur-Fier zusammengeschlossen. Den ehemaligen Gemeinden wurde in der neuen Gemeinde der Status einer Commune déléguée jedoch nicht zuerkannt. Der Verwaltungssitz befindet sich im Ort Vallières.

## Geographie
Vallières liegt auf 346 m, nahe bei Rumilly, etwa 15 km westlich der Stadt Annecy (Luftlinie). Das Dorf erstreckt sich im Albanais, leicht erhöht am Rand der breiten Talniederung des Fier, östlich des Höhenrückens der Montagne du Gros Foug.
Das Gebiet umfasst einen Abschnitt des westlichen Genevois. Die südliche Grenze verläuft entlang dem Fier, der in einem Bogen um das Plateau von Vallières herumfließt. Unterhalb des Dorfes mündet die Morge, welche die westliche Abgrenzung des Gebietes bildet. Vom Flusslauf des Fier erstreckt sich das Areal nach Nordosten bis an die angrenzenden Hänge. Oberhalb des Château de Chitry wird mit 510 m die höchste Erhebung von Vallières erreicht.
Zu Vallières gehören neben dem eigentlichen Ortskern auch verschiedene Weilersiedlungen und Gehöfte, darunter:
- Verlioz (375 m) im Tal des Fier östlich von Vallières
- Burnel (410 m) auf dem Plateau zwischen Fier und Morge
- Jussy (420 m) am nördlichen Talhang des Fier
- Chitry (449 m) am nördlichen Talhang des Fier

Nachbarorte von Vallières sind Saint-Eusèbe im Norden, Hauteville-sur-Fier und Sales im Osten, Rumilly im Süden sowie Moye, Lornay, Val-de-Fier und Versonnex im Westen.

## Geschichte
Die Gegend von Vallières war bereits während der Römerzeit besiedelt.
Im Jahr 1880 fielen zahlreiche Häuser einem Dorfbrand zum Opfer.

## Sehenswürdigkeiten
Die Dorfkirche Saint-François-de-Sales wurde 1877 im Stil der Neugotik erbaut. Von den profanen Bauwerken in der Umgebung von Vallières sind das Château de Chitry (ursprünglich aus dem 15. Jahrhundert), weitere Herrschaftshäuser in Morgenex und Vallières sowie die Mühle an der Morge zu erwähnen. Der Pont de Coppet über den Fier wurde im Jahr 1626 eingeweiht.

## Bevölkerung
| Bevölkerungsentwicklung | Bevölkerungsentwicklung |
| Jahr                    | Einwohner               |
| ----------------------- | ----------------------- |
| 1962                    | 568                     |
| 1968                    | 673                     |
| 1975                    | 758                     |
| 1982                    | 921                     |
| 1990                    | 1.046                   |
| 1999                    | 1.277                   |
| 2004                    | 1.359                   |

Vallières gehörte zu den kleineren Gemeinden des Département Haute-Savoie. Seit Beginn der 1960er Jahre wurde eine deutliche Bevölkerungszunahme verzeichnet. Außerhalb des alten Ortskerns wurden zahlreiche Einfamilienhäuser errichtet.

## Wirtschaft und Infrastruktur
Vallières war bis weit ins 20. Jahrhundert hinein ein vorwiegend durch die Landwirtschaft geprägtes Dorf. Heute gibt es verschiedene Betriebe des Klein- und Mittelgewerbes. Viele Erwerbstätige sind auch Wegpendler, die in den größeren Ortschaften der Umgebung sowie im Raum Annecy ihrer Arbeit nachgehen.
Die Ortschaft ist verkehrsmäßig recht gut erschlossen. Sie liegt an einer Departementsstraße, die von Rumilly nach Frangy führt. Weitere regionale Straßenverbindungen bestehen mit Seyssel und Annecy. Der nächste Anschluss an die Autobahn A41 befindet sich in einer Entfernung von rund 12 km.